# Salala (distrito)

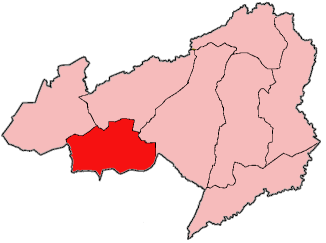
Localização do distrito de Salala no condado de Bong

Salala é um dos oito distritos localizado no condado de Bong, Libéria. Um campo de refugiados de mais de 50.000 pessoas que fugiram da violência no país lá estão alojados.